# コートにかける青春
『コートにかける青春』（コートにかけるせいしゅん）は、1971年9月3日から1972年8月25日までフジテレビ系列で放送されていたテレビドラマである。フジテレビと東宝の共同製作。江崎グリコの一社提供。全52話。放送時間は毎週金曜 19:00 - 19:30 （日本標準時）。
志賀公江の漫画作品『スマッシュをきめろ!』を原作とするスポーツドラマ。
本作品は現在、DVDおよびブルーレイ化はされていない。

## あらすじ
テニスの天才プレーヤーであった東城博之は、あまりにテニスに熱中しすぎて家庭を顧みず、妻・晴子と離婚。一人娘の真琴を連れ、信州へと向かった。一方の晴子は、亡くなった姉の子・さおりを実の子として育てた。
やがて博之は病に倒れ、死の直前に「東京にいる母と姉の元へ行き、さおりとともにウィンブルドンの栄光を目指せ」との遺言を残す。真琴は父の形見である「銀のラケット」を手に東京へ向かった。しかし、さおりが「実の姉ではない」ことは全く知らなかった……。時にはダブルスでコンビを組み、またある時には敵味方に分かれてと、さおりと真琴はテニスプレーヤーとして成長していく。

## キャスト
- 槇さおり：紀比呂子
- 東城真琴：森川千恵子
- 柴田靖子の父：下条正巳
- 柴田靖子：大田黒久美
- 甲山健：大出俊
- 水島譲二：小野進也
- 高岡美津子：皆川妙子
- 尾崎：中尾彬
- 東城博之：安井昌二
- 槇晴子：稲垣美穂子
- 大杉千恵子：南風洋子
- 沢田京子：黒沢のり子
- 堀川絵美：テレサ野田
- 田淵豪：睦五郎
- 田中友子：児島美ゆき
- 田中友子の母：塩沢とき
- 藤沢悦子：戸部夕子
- 篠田孫八：岡本信人
- 川原：阿知波信介
- 曽根：立花直樹
- 清水：桐生かほる
- 津川（晴子の姉の親友）：三條美紀
- 実況アナ：逸見政孝（当時フジテレビアナウンサー）
- ナレーター：納谷悟朗

## 主題歌
「きめろ！スマッシュ」
作詞：武鹿悦子 / 作曲：小林亜星 / 編曲：筒井広志 / 歌：堀江美都子・ヤングフレッシュ

## スタッフ
- 原作：志賀公江『スマッシュをきめろ!』（集英社『マーガレットコミックス』版）
- プロデューサー：黒田正司
- 脚本：上條逸雄 ほか
- 音楽：小林亜星
- 助監督：吉高勝之 ほか
- 制作担当者：大場正弘
- プロデューサー補：新野悟
- 撮影：田端金重
- 照明：下村一夫
- 美術：栗山吉正
- 協力：フタバヤラケット、グリーンテニスクラブ、美津濃スポーツ
- 監督：日高武治、竹林進 ほか
- 制作：東宝株式会社、フジテレビ

## サブタイトル
1. さおりと真琴 （1971年9月3日）
2. 姉と呼ばれて （1971年9月10日）
3. Vカットへの挑戦 （1971年9月17日）
4. ラケットに誓う （1971年9月24日）
5. 新しき対決 （1971年10月1日）
6. 美しき争い （1971年10月8日）

※第7話以降、最終回までサブタイトル無し。

## 放送局
- フジテレビ（制作局）：金曜 19:00 - 19:30
- 札幌テレビ：金曜 19:00 - 19:30 - 1972年4月の北海道文化放送開局後も札幌テレビでの放送を継続した[1]。
- 青森放送：金曜 19:00 - 19:30[2]
- 秋田テレビ：金曜 19:00 - 19:30[2]
- 山形テレビ：金曜 19:00 - 19:30[2]
- 岩手放送：水曜 18:00 - 18:30 [3]
- 仙台放送：金曜 19:00 - 19:30[2]
- 福島テレビ：水曜 18:00 - 18:30 (第4話まで) → 水曜 19:00 - 19:30 (第5話から)[4]
- 新潟放送：金曜 18:00 - 18:30[5]
- 長野放送：金曜 19:00 - 19:30[6]
- 山梨放送：金曜 19:00 - 19:30[7]
- テレビ静岡：金曜 19:00 - 19:30[7]
- 富山テレビ：金曜 19:00 - 19:30[8]
- 石川テレビ：金曜 19:00 - 19:30[8]
- 福井テレビ
- 東海テレビ：金曜 19:00 - 19:30[9]
- 関西テレビ：金曜 19:00 - 19:30[10]
- 日本海テレビ：金曜 19:00 - 19:30[11] - 本作放送当時は鳥取県域局。
- テレビしまね → 山陰中央テレビ：金曜 19:00 - 19:30[11] - 本作放送当時は島根県域局。
- 広島テレビ：金曜 19:00 - 19:30[12]
- 山口放送：金曜 19:00 - 19:30[13]
- 四国放送
- 西日本放送：金曜 19:00 - 19:30[12]
- テレビ愛媛：金曜 19:00 - 19:30[13]
- 高知放送：金曜 19:00 - 19:30[13]
- テレビ西日本：金曜 19:00 - 19:30[14]
- サガテレビ：金曜 19:00 - 19:30[14]
- テレビ長崎：金曜 19:00 - 19:30[15]
- テレビ熊本：金曜 19:00 - 19:30[15]
- 大分放送：金曜 19:00 - 19:30[13]
- テレビ宮崎：金曜 19:00 - 19:30[16]
- 南日本放送：金曜 19:00 - 19:30[16]
- 沖縄テレビ

## 前後番組
| フジテレビ系列 金曜19:00枠 【本番組から江崎グリコ一社提供枠】 | フジテレビ系列 金曜19:00枠 【本番組から江崎グリコ一社提供枠】 | フジテレビ系列 金曜19:00枠 【本番組から江崎グリコ一社提供枠】 |
| 前番組                                                        | 番組名                                                        | 次番組                                                        |
| ------------------------------------------------------------- | ------------------------------------------------------------- | ------------------------------------------------------------- |
| グリコ 赤白パネルマッチ （1969年8月8日 - 1971年8月27日）      | コートにかける青春 （1971年9月3日 - 1972年8月25日）           | アイちゃんが行く! （1972年9月1日 - 1973年3月30日）            |